# David Spencer (Radsportler)
David Spencer (* 3. Dezember 1964 in Nottingham oder in Long Eaton) ist ein ehemaliger britischer Radrennfahrer.

## Sportliche Laufbahn
Spencer war Straßenradsportler und Bahnradsportler. Er war Teilnehmer der Olympischen Sommerspiele 1988 in Los Angeles. Im Mannschaftszeitfahren kam das britische Team mit Phil Bateman, Harry Lodge, Ben Luckwell und David Spencer auf den 20. Rang.
1989 gewann Spencer eine Etappe im Milk Race. Im Eintagesrennen Grand Prix of Essex wurde er 1988 beim Sieg von Paul Curran Dritter. 1991 wurde er im Lincoln Grand Prix Zweiter.